# Olof Ulv
Olof Jonsson Ulv, även kallad "Mäster Olof", var skarprättare i Skara. Han hade tidigare varit mjölnare i Danmark. 
Ulv brukade gå runt och tigga om mat och dryck bland allmogen, vilket var strikt förbjudet. Han hade ett dåligt anseende och misskötte sig i sin tjänst som bödel. Han dömdes för olämpligt uppträdande vid en avrättning på Timbergs avrättningsplats 1692. Efter halshuggningen av den dömde mördaren ska han sedan gått runt och trakasserat åhörarna med en spik, som han använt i tjänsten vid pålning. Detta ledde till stor förskräckelse då en nioårig ficka avled på platsen till följd av all uppståndelse. Han dömdes för detta till piskstraff.
Han omnämns i extra ordinarie ting i Vrigstad den 13 juli 1701 med anledning av ett dödsfall.  Flera av hans söner och efterkommande blev skarprättare, under namnet Skarberg, och gifte in sig med resandefolket.